# 三石町 (岡山県)
三石町（みついしちょう）は、かつて岡山県南東部（備前地域）に存在していた町。和気郡。
1971年、和気郡備前町と合併し、備前市となったため地方自治体として消滅した。
旧町域は現在の備前市北東部に位置しており、三石小中学校区に相当する。

## 概要
現在の備前市三石、八木山、野谷に相当する。

## 沿革
- 1889年（明治22年）6月1日 - 町村制施行により、三石村、八木山村、野谷村の範囲を以て和気郡三石村発足。
- 1906年（明治39年）3月28日 - 町制施行、三石町発足。
- 1971年（昭和46年）4月1日 - 和気郡備前町と合併し、備前市が発足したため消滅。

## 地域

### 教育
現在はいずれも備前市立となっている。
- 三石町立三石中学校
- 三石町立三石小学校

## 交通

### 鉄道
日本国有鉄道（現・西日本旅客鉄道）
- 山陽本線 ： 三石駅

### 道路
高速道路
- 山陽自動車道 ： 福石PA - 備前IC

国道
- 国道2号

県道
- 岡山県道96号岡山赤穂線